# Anders Lidbeck
Anders Lidbeck, född 26 juli 1772 i Lund, död 11 maj 1829 i Stockholm, var en svensk estetiker, son till Erik Gustaf Lidbeck, morbror till Nils Lovén, gift med Brita Catharina Lidbeck.

## Biografi
Lidbeck blev 1790 filosofie magister i Lund och utnämndes samma år till docent i naturalhistorien. Han förordnades 1795 att hålla estetiska föreläsningar vid Lunds universitet, blev 1799 bibliotekarie där och fick 1801 den nyinrättade lärostolen i estetik. Han valdes 1828 till akademiens fullmäktig vid riksdagen.
I sina akademiska avhandlingar utvecklade han med klarhet flera viktiga estetiska begrepp, därvid huvudsakligen stödjande sig på engelska och tyska estetiker t.o.m. Kant och Friedrich Schiller samt tidigt visande sig ganska frigjord från den fransk-klassiska smaken. Han tog sig an den unge, då okände Esaias Tegnér, och gjorde honom till biblioteksamanuens och därefter till docent i estetik. Lidbeck medverkade även betydligt till Lunds universitetsbiblioteks uppbyggande.
Lidbeck utgav flera arbeten om universitetsbiblioteket samt en rad estetiska avhandlingar. Några av dessa utgavs 1830 av Peter Wieselgren under titeln Anmärkningar angående ämnen ur psychologien, esthetiken och svenska synonymiken.